# دانشکده داروسازی کرمانشاه
دانشکده داروسازی دانشگاه علوم پزشکی کرمانشاه یکی از دانشکده‌های داروسازی ایران وابسته به دانشگاه علوم پزشکی کرمانشاه در کرمانشاه است.

## تاریخچه
دانشکده داروسازی کرمانشاه در سال ۱۳۸۱ بنیانگذاری شد. هم‌اکنون ریاست این دانشکده را علیرضا علی‌آبادی برعهده دارد.